# Gaultheria hispida
Gaultheria hispida är en ljungväxtart som beskrevs av Robert Brown. Gaultheria hispida ingår i släktet Gaultheria och familjen ljungväxter. Inga underarter finns listade i Catalogue of Life.